# José Manuel de la Sota
José Manuel de la Sota, né le 28 novembre 1949 à Córdoba (Argentine) et mort dans la même ville le 15 septembre 2018, est un homme politique argentin, gouverneur de Córdoba, une des provinces les plus importantes de l'Argentine, de 1999 à 2007 et de 2011 à 2015.
Avocat, il est membre du Parti justicialiste, et fait partie de son aile rénovatrice lors de la transition démocratique.
Élu député en 1985 et réélu en 1989, il abandonne son siège en 1990 pour devenir ambassadeur au Brésil. Il est ensuite élu sénateur fédéral pour Córdoba en 1995, puis gouverneur de la province de Córdoba en 1999 et réélu en 2003. S'il fait partie du courant rénovateur du péronisme dans les années 1980, il incarne au long des années 1990 et en tant que gouverneur une sensibilité conservatrice du péronisme, tout en ayant une relation ambiguë avec Carlos Menem.

## Biographie

### Jeunesse et fonctions politiques en 1973-1976
Jeune diplômé en droit de l'université nationale de Córdoba, José Manuel de la Sota adhère au groupe des avocats péronistes, aux côtés, notamment de Hugo Lafranconi (fils), Enrique Ashber, Teodoro Funes (fils) et Jorge Busti (es). En cette qualité, il défend les militants péronistes emprisonnés, sous la dictature de la Révolution argentine (1966-73), pour prosélytisme. De la Sota intègre alors l'Organización Única del Trasvasamiento Generacional (OUTG), un groupe péroniste centriste chargé par Juan Perón, qui les tenait à l'écart de la lutte armée, de former des cadres.
En 1972, il se marie avec Silvia Zanichelli, la fille de l'ancien gouverneur de Córdoba Arturo Zanichelli entre 1958 et 1960.
Lors des élections de 1973, au cours desquelles le Parti justicialiste est autorisé à concourir, le péroniste Juan Carlos Avalos est élu maire de Córdoba. De la Sota devient alors secrétaire administratif du Conseil délibérant de Córdoba, dirigé par Miguel Flores. Ami du gouverneur péroniste de gauche Ricardo Obregón Cano, celui-ci remplace rapidement Avalos au poste de gouverneur, en raison des luttes internes au sein du Parti justicialiste. Mais Flores est victime de l'écartement, en février 1974, d'Obregón Cano, à la suite d'un putsch policier entériné par le gouvernement fédéral de Juan Perón.
Ceci permet à José Domingo Coronel de devenir maire de Córdoba le 14 mars 1975, avec De la Sota comme secrétaire du gouvernement.
L'ascension de De la Sota est toutefois stoppée par le coup d'État de mars 1976, à la suite duquel la Jeunesse péroniste de Córdoba, auquel il appartenait, est durement réprimée.

### Transition démocratique
Le mouvement péroniste est fortement divisé à Córdoba, aussi des élections primaires départagent les candidats aux élections provinciales de 1983, mettant fin à la dictature militaire (1976-1983). José Manuel de la Sota est élu deuxième, derrière Raúl Bercovich Rodríguez.
En accord avec la pratique péroniste, Rodríguez ayant été élu lors de ces primaires candidat au poste de gouverneur, le poste de candidat à la vice-gouvernance n'est pas accordé à de la Sota, qui obtient celui de candidat municipal de Córdoba, mais à un membre de la branche syndicale péroniste, Alejo Simó, ex-dirigeant local de l'Union ouvrière métallurgique. De la Sota est toutefois défait lors de l'élection municipale du 30 octobre 1983 par le radical Ramón Mestre (es).
Leader du courant rénovateur au sein du Parti justicialiste, il est élu en 1987 président du conseil provincial du Parti, entérinant la victoire de ce courant sur l'orthodoxie justicialiste, représentée à Córdoba par Rodríguez.
Il est battu à nouveau à l'élection de 1987 pour le poste de gouverneur, obtenant 44,45 % pour la coalition rénovatrice du FreJuRe (Front justicialiste pour la rénovation, le courant rénovateur du Parti justicialiste y étant allié avec le Parti démocrate-chrétien) contre plus de 49 % pour le candidat de l'Union civique radicale (UCR), Eduardo Angeloz (es). Le FreJuRe est cependant en meilleure position pour l'élection des députés fédéraux, tenue la même année, et au cours de laquelle le conseiller économique de De la Sota, Domingo Cavallo, entame son ascension politique (jusqu'à devenir ministre de l'Économie de Carlos Menem).
Aux élections internes du PJ de 1988, organisées en vue de l'élection présidentielle de 1989, De la Sota devient le colistier infortuné d'Antonio Cafiero, battu par la formule Carlos Menem-Eduardo Duhalde.
De la Sota est alors confronté à la mort de sa fille puis divorce, se remariant avec la députée fédérale de San Juan Olga E. Riutort, également membre du courant rénovateur. Plusieurs des membres de ce courant, dont Cavallo et de la Sota, s'alignent alors sur les positions de Menem, valant ainsi à de la Sota le poste d'ambassadeur au Brésil.
Angeloz bat à nouveau de la Sota en 1991, obtenant plus de 52 % des voix contre seulement 36,49 % pour son adversaire, qui commence à souffrir d'une réputation de perdant. Il déclare alors : « Abraham Lincoln a perdu beaucoup d'élections avant d'être président des États-Unis. En politique il n'y a jamais de défaites ni de victoires permanentes ».  
En juillet 1993, le courant ménemiste se retourne contre de la Sota, mené par Julio C. Aráoz. Un accord permet toutefois à de la Sota de se présenter aux sénatoriales, étant élu en 1995. En tant que sénateur, il défend des propositions de loi visant à combattre la corruption, ce qui lui est par ailleurs utile, puisque son adversaire à Córdoba, Eduardo Angeloz, est inculpé dans plusieurs affaires. Il est aussi rapporteur, en 1998, de la loi de convertibilité fiscale défendue par le ministre Domingo Cavallo, dont la non-abrogation sera l'un des facteurs de la crise économique argentine en 2001.

### Gouverneur de Córdoba

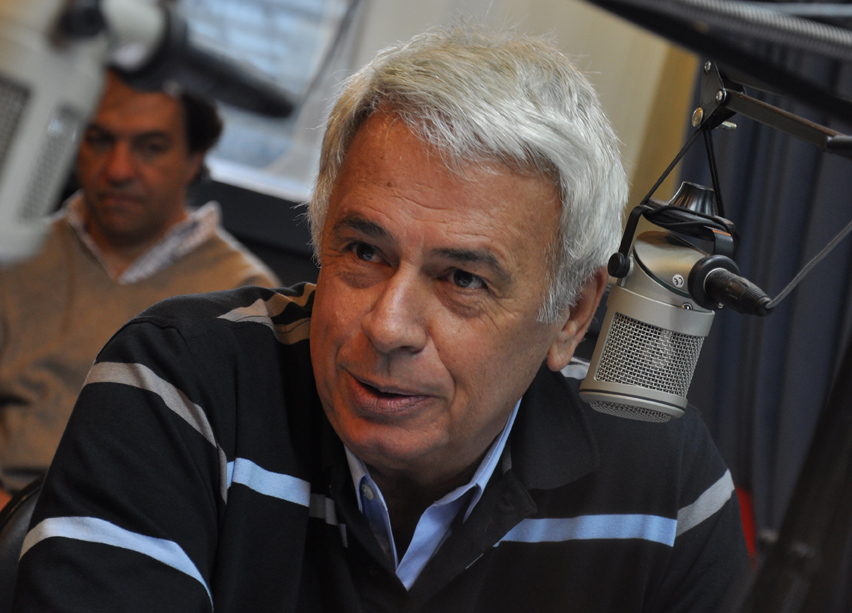
José Manuel de la Sota en 2011.

José Manuel de la Sotal réussit finalement à battre l'UCR lors de l'élection pour le poste de gouverneur en décembre 1998, sur un programme de réduction d'un tiers des impôts locaux. Il est réélu en 2003, avec Juan Schiaretti comme colistier. En tant que gouverneur, il baisse nettement les impôts, tout en mettant en œuvre un programme de grands travaux, avec la construction de 342 écoles dans la province et de 20 000 logements.
De la Sota soutient en 2007 la candidature de son dauphin Schiaretti, qui est élu gouverneur.
Ayant divorcé de sa deuxième femme, avec qui il a deux enfants, il se remarie avec Adriana Nazario, ex-ministre locale.
Après le mandat de Schiaretti, il se présente de nouveau en 2011 et est élu gouverneur de Córdoba pour la troisième fois. À la fin de son mandat en décembre 2015, c'est à nouveau Schiaretti qui lui succède.